# 约翰·海因
约翰·海因（英語：John Hein，1886年1月27日—1963年8月29日），美国前男子摔跤运动员。他曾代表美国参加1904年夏季奥林匹克运动会摔跤比赛，获得男子自由式次蝇量级银牌。